# Karlovačka sinagoga
Velika Karlovačka sinagoga je bila glavna sinagoga židovske zajednice u Karlovcu.
Prva sinagoga u Karlovcu nalazila se u privatnoj kući u Florijanskoj ulici br. 220, danas Draškovićeva 8. židovska zajednica je tu kuću iznajmila od Josipa Smenderovca, jer Židovi do carskog patenta 1859. godine nisu smjeli posjedovati nekretnine. Nakon što je karlovačka židovska bogoštovna općina u drugoj polovini 19. st. ekonomski ojačala te pošto su carskim patentom iz 1859. Židovi dobili mogućnost kupnje nekretnina, židovska je zajednica odlučila izgraditi vlastitu sinagogu. Zemljište je kupljeno 1870. godine u današnjoj Šebetićevoj ulici od posjednika Vidalia i Kostića za 2000 forinti. Te je godine predsjednik židovske bogoštovne općine bio Filip Reiner, a općinski odbornici: Makso Blauhorn, Makso Heinrich, Josip Weiss, Ignjat Hafner i Samuel Fröhlich. Gradnja hrama povjerena je Ljudevitu Kappneru i Ernestu Mühlbaueru. Zidao se prinosima općinara. Veće svote poklonili su u tu svrhu: Njegovo kraljevsko apoštolsko Veličanstvo Franjo Josip I., gradsko karlovačko poglavarstvo, barun Rotschild, Filip Reiner, Bernhard i Jakov Lederer te Samuel Weiss iz Zagreba.
Sinagoga je izgrađena u stilu historicizma, s obilježjima neogotike i neorenesanse. Sinagoga je otvorena i posvećena 6. rujna 1871. godine.  Događaj je uveličala vojna glazba, uz prisustvo gradskih vlasti i izaslanstva drugih židovskih bogoštovnih općina. O sinagogi je sačuvano vrlo malo dokumenata. U Državnom arhivu grada Karlovca, u zbirci građevinske dokumentacije postoji samo jedan dokument o karlovačkoj sinagogi. To je građevinska dozvola od 11. veljače 1936. u kojoj Židovska bogoštovna općina prijavljuje popravak i bojanje pročelja sinagoge. U sinagogi su bile orgulje.
Demolirana je tijekom Drugog svjetskog rata 1941. i 1942. Tadašnje ustaške vlasti pretvorile su hram u skladište i uklonile sve sinagogalne i druge židovske simbole i rekvizite. Predratne fotografije unutrašnjosti nisu sačuvane. Poslije Drugog svjetskog rata nije obnavljana.  Savez Jevrejskih opština Jugoslavije (Savez židovskih općina Jugoslavije) raspolagao je sa zgradom, ali je s tadašnjom komunističkom vladom SFR Jugoslavije sklopio sporazum po kojem su gradovi postali vlasnici neobnovljenih sinagoga. Za uzvrat "Savez Jevrejske opštine Jugoslavije" dobio je prostor i sredstva za izgradnju domova za stare i nemoćne. Prema tom dogovoru karlovačke gradske vlasti su zgradu devastirane sinagoge srušile zajedno s uglovnicom trgovca Petra Sljepčevića 1960. godine. Rušenjem sinagoge grad Karlovac je ostao bez jednog vrijednog sakralnog spomenika koji je svjedočio o njegovoj bogatoj duhovnoj povijesti.